# Nicolaes van Veerendael
Nicolaes van Veerendael (Antwerpen, gedoopt 19 februari 1640 – aldaar, begraven 11 augustus 1691), ook Nicolas van Veerendael, was een Brabants kunstschilder, gespecialiseerd in schilderijen van vazen met bloemen.
Hij leerde het vak van zijn vader Willem van Verendael. Nicolaes van Veerendael werd in 1656 meester bij het Antwerpse Sint-Lucasgilde en wordt gezien als de opvolger van z'n stadsgenoot Daniël Seghers (1590-1661).

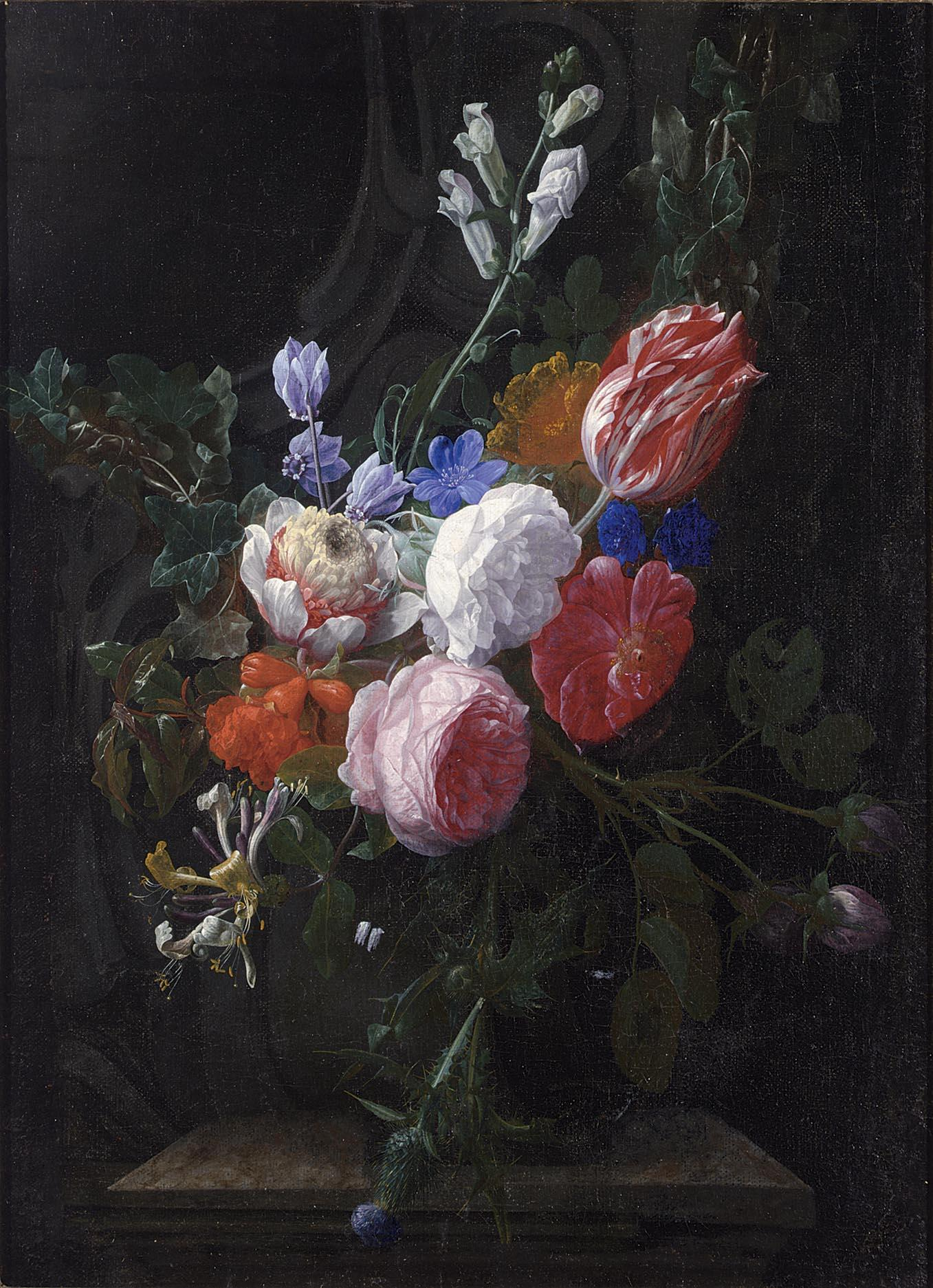
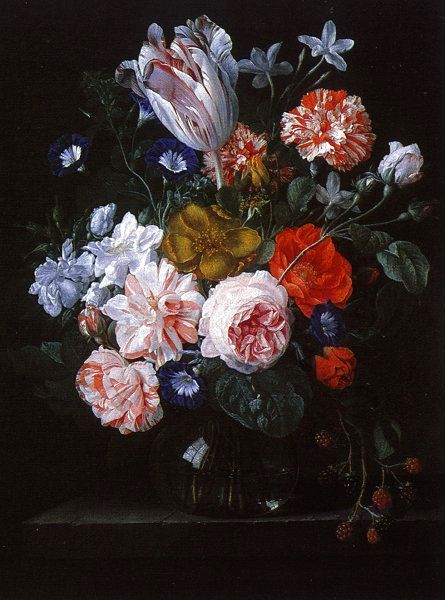